# 中山大街
39°54′19″N 116°38′45″E / 39.905388°N 116.645837°E

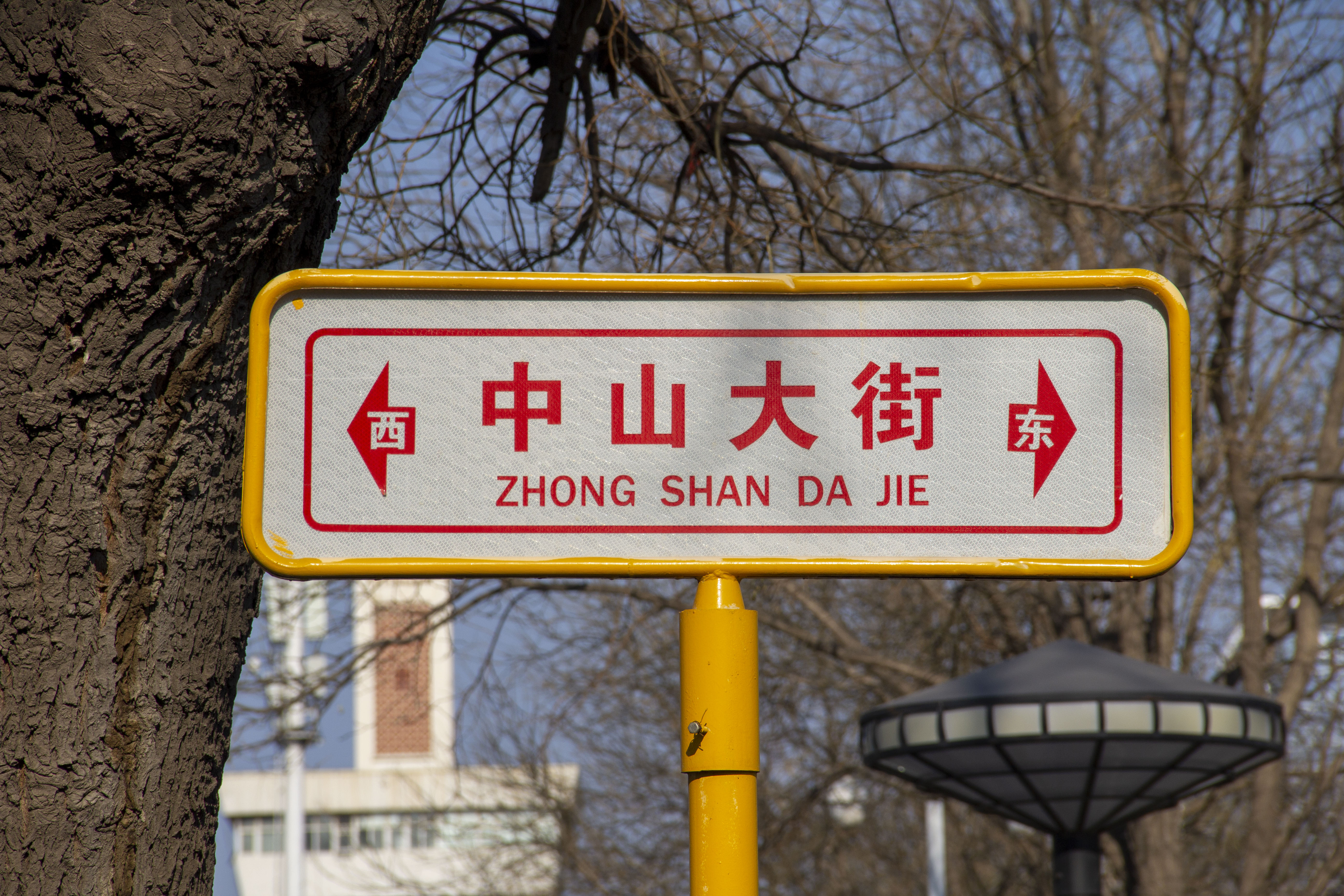
中山大街 牌

中山大街是位于原通州新城北部的一条东西向道路，旧称为新城北街、新城大街或西门大街，东起车站路（原小烧酒胡同）与通州旧城的西大街相连，西至通州西门，全长1540米，宽6到10米。在中华人民共和国建国后修建新华大街之前，中山大街是通州城的主要道路，是向北京城陆路运粮的必经之路。雍正七年（1729年）开始铺设的通州至朝阳门的石道经过此路。

## 历史
- 明正统十四年（1449年），通州新城建成[3]。中山大街在明代已经形成[1]。
- 雍正七年（1729年）西大街和新城大街修建为大青条石路，以便粮车通过[2]。
- 1913年前后，更名为新城北街[1]。
- 1925年孙中山逝世，改名为中山大街[3]。
- 1937年至1940年，铺筑混凝土路面[1]。

## 重要地点
- 中山街小学：1920年称通州师范附小，1969年改为现名。
- 关帝庙：明建清修，民国时期辟为小学校。在新华西街16号中山街小学内。院内殿前有古槐一株，为同治六年（1867年）美国耶稣教教土首度至通州传教时所植[3]。
- 北京通县师范学校、通县第二教师进修学校、通县幼儿园、通县交通安全委员会曾经位于此处[1]。